# Saartje Vandenbroucke
Saartje Vandenbroucke, née le 13 février 1996 à Hollebeke, est une coureuse cycliste belge, membre de l'équipe S-Bikes Doltcini.

## Palmarès sur route

### Par année
- 2011
  - 2e du championnat de Belgique sur route débutants
- 2012
  -  Championne de Belgique sur route débutants
  - 3e du championnat de Belgique du contre-la-montre débutants
- 2013
  - 2e du championnat de Belgique sur route juniors
- 2014
  - 2e du championnat de Belgique sur route juniors
  - 3e du championnat de Belgique du contre-la-montre juniors
- 2017
  - 3e du championnat de Belgique du contre-la-montre espoirs

### Classements mondiaux
| Année                                 | 2017 | 2018 | 2019 |
| ------------------------------------- | ---- | ---- | ---- |
| Classement UCI                        | 283e | 494e | 745e |
| UCI World Tour                        | 183e | nc   | 183e |
|                                       |      |      |      |
| Légende : nc = non classéSource : UCI |      |      |      |

## Palmarès sur piste

### Championnats du monde
- Apeldoorn 2018
  - 12e de la poursuite par équipes[1]

### Championnats d'Europe
- Anadia 2013
  -  Médaillée de bronze de la poursuite par équipes juniors

### Championnats nationaux
- Championne de Belgique de poursuite par équipes juniors en 2012, 2013, 2014
- Championne de Belgique d'omnium juniors en 2013
- Championne de Belgique de poursuite juniors en 2014
- Championne de Belgique de course aux points juniors en 2014
- Championne de Belgique du scratch : 2018